# Enytus arabicus
Enytus arabicus là một loài tò vò trong họ Ichneumonidae.